# Det Forenede Polen
Det forenede Polen (Polsk: Solidarna Polska, alternativ oversættelse: Solidaritet Polen) er et polsk ekstremt højrefløj, Katolsk-nationalistisk politisk parti.
Partiet er indgået i en koalition sammen med Lov og Retfærdighed, Aftale, Republikansk parti, Frihed og Solidaritet og Polens Folkeparti "Piast" ved navn Forenede Højre.
I 2020 var koalitionen det Forenede Højre ved at kollapse, da en strid mellem Lov og Retfærdighed og Det forenede Polen bryd ud. Striden mellem de to partier kan føreres tilbage 2011, da Zbigniew Ziobro og andre fra Lov og Retfærdighed blev smidt ud af partiet. De ekskluderede politiker dannede det katolske og stærkt højreorienterede parti Det forenede Polen. Der har lige siden forgåret en rivalisering mellem de to partileder Jarosław Kaczyński som bryd ud, da Det forenede Polen ikke ville stemme for en dyrelov som Lov og Retfærdighed havde fremsat.
Partiets leder er den populære og kontroversielle justitsminister Zbigniew Ziobro. Han stod blandt andet bag, at trække Polen ud af Istanbul- konventionen som Ziobro siger er baseret på "Bøsse-ideologi".

Det forenede Polen er mere højreorienterede end Lov og Retfærdighed.

## Valgresultater

### Sejm
| År   | # af stemmer                                          | % af stemmer | # af vundne sæder i alt | +/– | Regering  |
| ---- | ----------------------------------------------------- | ------------ | ----------------------- | --- | --------- |
| 2015 | 5,711,687                                             | 37.6 (#1)    | 8 / 460                 | 8   | Koalition |
| 2015 | Som en del af en koalition som vandt 235 sæder i alt. |              |                         |     |           |
| 2019 | 8,051,935                                             | 43.6 (#1)    | 18 / 460                | 10  | Koalition |
| 2019 | Som en del af en koalition som vandt 235 sæder i alt. |              |                         |     |           |